# Gornsdorf
Gornsdorf é um município da Alemanha localizado no distrito de Erzgebirgskreis, região administrativa de Chemnitz, estado da Saxônia.
Pertence ao Verwaltungsgemeinschaft de Auerbach-Burkhardtsdorf-Gornsdorf.